# ウク・パン
ウク・パン（彭海桐、Uku Peng、1977年12月25日 -）は、香港生まれの女性シンガーソングライターである。本名は彭妮。

## 代表作
- ケニー・クァン『環遊四方』
- ケニー・クァン『月光光（中国語版）』（作詞）
- ケニー・クァン『預知（先知中国語版）』（作詞）
- 楊丞琳『只想愛你』
- ジェイド・クァン『甜美謊言』
- 容祖兒、ディープ・ン『他都不愛我』
- ユミコ・チェン『有心人』（編曲）
- マンゴー・ウォン『求籤』
- マンゴー・ウォン『夏日氣氛』
- 林曉培『不哭』（作曲、作詞）
- 陳冠希『請早說』
- メイ・クョン『雨滴』
- メイ・クョン『發亮』
- プリシラ・チャン『這一天』
- ワン・リーホン『愛我的歌』
- ガレン・ロー『火花』（テレビドラマ『創世紀』挿入歌）
- レオ・クー『不再是朋友』（作詞）
- ロナルド・チェン『不好笑』
- デイブ・ウォン『你們』
- ジャッキー・チュン『寂寞的男人』
- ジャッキー・チュン『二分之一的幸福』（作曲、作詞）
- ジャッキー・チュン『地下情』
- カレン・モク『清醒』
- キャス・パン『要多美麗有多美麗』
- アテナ・チュー『有緣無份』
- ジジ・リョン『他喜歡的是你』
- ディープ・ン、イザベラ・リョン『上帝保佑』（編曲）

## アルバム
- 2001年: 『狂想曲』
- 2000年: 『好好想想你』